# Europejski System Handlu Emisjami
Europejski System Handlu Emisjami (EU ETS, ang. European Union Emissions Trading System) – znany także jako „wspólnotowy rynek uprawnień do emisji dwutlenku węgla (CO2)” lub system ETS. Jest pierwszym, do 2017 r. największym a obecnie największym po Chinach systemem handlu emisjami CO2 na świecie. UE ETS jest dzisiaj jedynym rynkiem emisji CO2 opartym na wiążącym krajowym i regionalnym ustawodawstwie (dyrektywa ETS Unii Europejskiej). Od reformy strukturalnej dyrektywy ETS, przyjętej w Pakiecie Energetyczno-Klimatycznym 12 grudnia 2008 przez kraje Unii Europejskiej, obowiązuje zakup uprawnień do emisji CO2 (EUA) na giełdzie przez firmy przemysłu energochłonnego i wytwarzania energii elektrycznej po wykorzystaniu przyznanej puli uprawnień przyznanym Państwom Członkowskim UE. Od 2012, handel uprawnieniami do emisjami CO2 (EUA) odbywa się głównie na giełdzie ICE w Londynie i EEX w Lipsku. Unia Europejska, jak i Państwa Członkowskie wprowadzają nowe uprawnienia na rynek emisji CO2 przez aukcje na giełdach ICE i EEX na podstawie rozporządzeń przyjętych przez Komisję Europejską. W Polsce, rejestr uprawnień do emisji CO2 jest prowadzony przez Krajowy Ośrodek Bilansowania i Zarządzania Emisjami (KOBIZE) podlegający Ministrowi Klimatu.

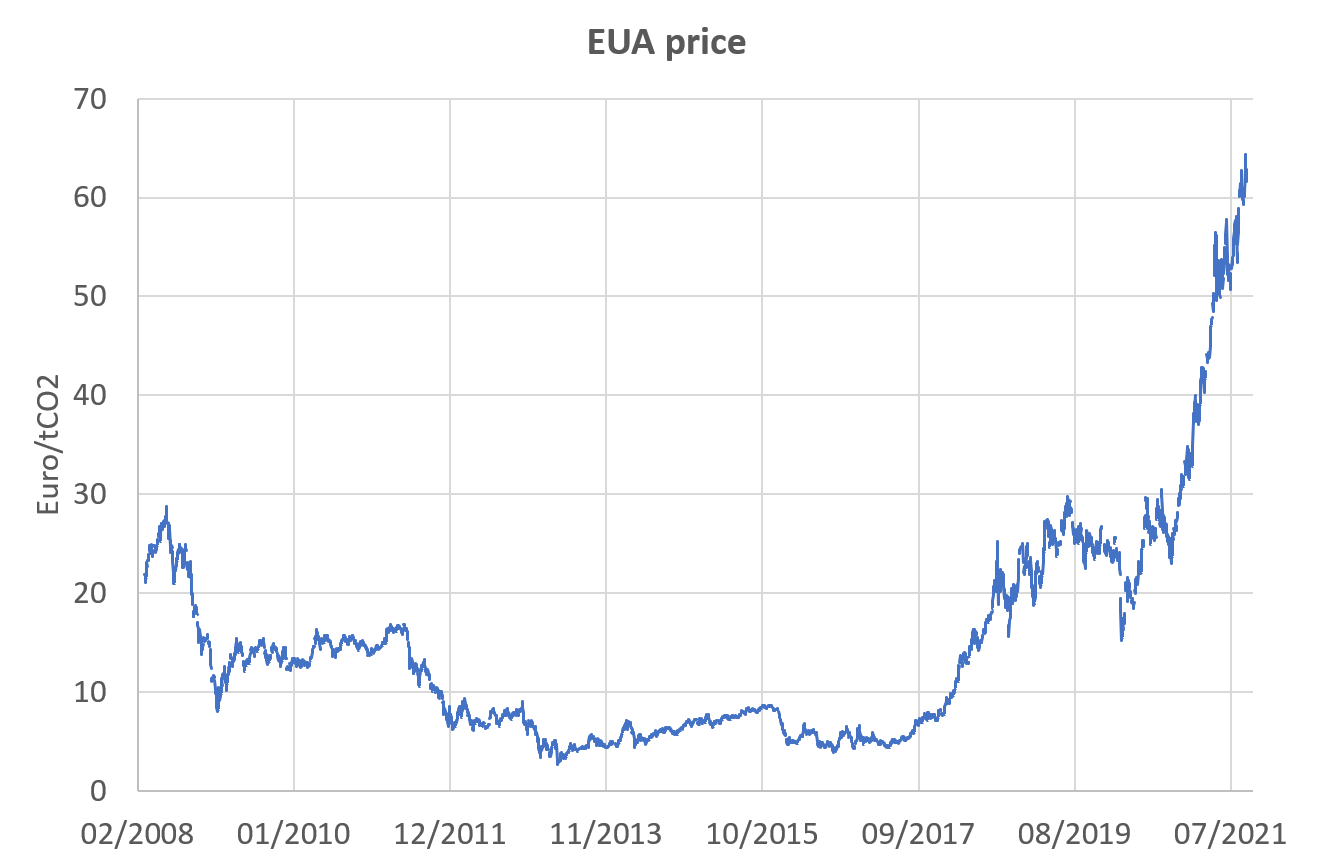
Wykres przedstawiający cenę uprawnieni do emisji w Unii Europejskiej (EUA) w ramach unijnego rynku uprawnień do emisji (EU-ETS)

## Historia
Handel emisjami dwutlenku węgla opiera się na zapisach w przyjętym w 1997 roku Protokole z Kioto do Ramowej Konwencji Narodów Zjednoczonych w sprawie zmian klimatu (UNFCCC), jak i corocznych konferencji klimatycznych państw-stron, Conference of the Parties, (COP) do Ramowej Konwencji UNFCCC. Międzynarodowy traktat wszedł w życie 16 lutego 2005 roku, trzy miesiące po ratyfikowaniu go przez Rosję 4 listopada 2004. Pomimo iż Stany Zjednoczone nigdy nie ratyfikowały Protokołu z Kioto, to w USA został zaprojektowany pierwszy system handlu uprawnień do emisji CO2 i powstała pierwsza giełda handlu emisjami w Chicago (CCX).
Richard L. Sandor jest znany w Stanach Zjednoczonych jako twórca rynku futures i systemu handlu emisjami CO2. Dzięki niemu powstała Chicago Climate Exchange (CCX), pierwsza na świecie giełda CO2. Projekt CCX powstał ze wsparciem 1,1 mln USD od Joyce Foundation w Chicago. Barack Obama, wtedy senator z Chicago i członek rady Joyce Foundation pomógł zatwierdzić granty fundacji które uruchomiły giełdę. W 2003 r., giełda została uruchomiona. Firmy emitujące CO2, w ramach public relations CSR, dobrowolnie zobowiązały się do zredukowania emisji o 6% w ciągu 6 lat. 14 firm założycielskich, w tym DuPont, Ford i Motorolla rozpoczęły handel. Według Sandora, globalny rynek handlu emisjami był warty 10 bilionów dolarów amerykańskich. Po upadku projektu ustawy Waxman-Markey w amerykańskim Senacie w 2009, która miała wprowadzić handel emisjami podobny do EU ETS, Senator Graham w marcu 2010 ogłosił, że „schemat walki z globalnym ociepleniem przez cap-and-trade jest oficjalnie martwy”. Po upadku propozycji ustawy, notowania na CCX spadły do kilku centów a sama giełda została sprzedana Londyńskiej spółce należącej do amerykańskiej korporacji IntercontinentalExchange (ICE) w 2010 roku.
Zaprojektowany w USA system handlu emisjami CO2 stał się wzorem dla Komisji Europejskiej, która zaproponowała opartą na nim dyrektywę 2003/87/WE wprowadzającą handel emisjami dwutlenku węgla Emission Trading Scheme (ETS) w Unii Europejskiej. Unia Europejska jest jedyną grupą państw na świecie, które wprowadziły na tak dużą skalę obowiązkowy system handlu emisjami CO2. Według banku UBS, koszt ETS dla europejskiej gospodarki wyniósł do tej pory 287 miliardów dolarów, a jego wpływ na ograniczenie emisji CO2 był „bliski zeru”.

## Kontrowersje
W 2009 roku Europol poinformował o rosnącej skali oszustw podatkowych, które w niektórych krajach mogą sięgać 90% wartości wszystkich wymienianych emisji. W 2010 roku ujawniono, że w ciągu ostatnich dwóch lat grupy przestępcze zarobiły w ten sposób ponad 7 mld euro. Pod koniec 2010 roku Komisja Europejska zapowiedziała również przygotowanie regulacji, która ukróci trwający co najmniej do 2008 roku proceder uruchamiania zagranicznych zakładów produkujących inny gaz cieplarniany HFC-23 wyłącznie w celu ich zamknięcia i uzyskania w ten sposób pakietów uprawnień o emisji o znacznej wartości rynkowej. W 2012 roku, niemiecka prokuratura aresztowała kilkunastu pracowników Deutsche Bank w sprawie oszustw podatków związanych z handlem emisjami. Jürgen Fitschen, wiceprezes i CFO Deutsche Bank otrzymał zarzuty o oszustwa związane z handlem CO2 o wartości kilkuset milionów euro.

## Porządek Prawny ETS
- 19 czerwca 2014 – Komisja Europejska w imieniu 28 Państw Członkowskich kończy negocjacje z Islandią ws. przygotowań do wspólnego podpisania i ratyfikacji przedłużonego do 31 grudnia 2020 przez UE protokołu (Kioto) do UNFCCC, który przestał obowiązywać 31 grudnia 2012[32].
- 1 stycznia 2013 – implementacja 2003/87/WE po reformie strukturalnej przez dyrektywę 2009/29/WE przyjętej 12 grudnia 2008 i rozpoczęcie handlu emisjami z obowiązkiem zakupu uprawnień przez cały sektor energii elektrycznej i przemysł energochłonny[33]
- 31 grudnia 2012 – Protokół z Kioto wygasa, jedynie kraje Unii Europejskiej (i Islandia, Liechtenstein, Monaco, Szwajcaria, Norwegia) przedłużają swoje zobowiązania do redukcji emisji CO2 i ważność Traktatu ONZ do 31 grudnia 2020 podczas Konferencji Stron Ramowej Konwencji (COP 18) w Ad-Dausze[34]
- 23 kwietnia 2009 – dyrektywa 2009/29/WE nowelizująca 2003/87/WE w celu usprawnienia i rozszerzenia wspólnotowego systemu handlu uprawnieniami do emisji gazów cieplarnianych[35]
- 11 marca 2009 – Rozporządzenie 219/2009 dostosowujące do decyzji Rady 1999/468/WE niektóre akty podlegające procedurze, o której mowa w art. 251 Traktatu, w zakresie procedury regulacyjnej połączonej z kontrolą[36]
- 19 listopada 2008 – dyrektywa 2008/101/WE zmieniająca dyrektywę 2003/87/WE w celu uwzględnienia działalności lotniczej w systemie handlu przydziałami emisji gazów cieplarnianych we Wspólnocie[37]
- 13 listopada 2004 – nowelizacja dyrektywy handlu emisjami 2003/87/WE (ETS) uzupełniając uwzględnieniem mechanizmów projektowych Protokołu z Kioto[38]
- 13 października 2003 – 2003/87/WE – Dyrektywa ustanawiająca system handlu przydziałami emisji gazów cieplarnianych we Wspólnocie oraz zmieniająca dyrektywę Rady 96/61/WE[6]
- 18 lipca 2003 – COM(2003)463 – Opinia Komisji ws. poprawek Parlamentu do stanowiska Rady dot. dyrektywy ustanawiającej system handlu emisjami[39]
- 20 czerwca 2003 – COM(2003)364 – Komunikat Komisji Europejskiej ws. stanowiska Rady o przyjęciu dyrektywy ustanawiającej system handlu emisjami[40]
- 18 marca 2003 – Stanowiska Rady Europejskiej 28/2003 ws. przyjęcia dyrektywy ustanawiającej system handlu emisjami[41]
- 9 grudnia 2002 – Sprawozdanie Komisji dot. Decyzji Rady 93/389/EEC zmienionej przez Decyzję 99/296/EC ws. mechanizmu monitorowania emisji we Wspólnocie[42]
- 27 listopada 2002 – COM(2002)680 – Propozycja dyrektywy ustanawiając system handlu emisjami i nowelizując dyrektywę 96/61/WE o zrównoważonym rozwoju[43]
- 25 kwietnia 2002 – Decyzja Rady 2002/358/EC dot. przyjęcia Protokołu z Kioto do Ramowej Konwencji Narodów Zjednoczonych (ONZ) ws. zmian klimatu, w imieniu Wspólnot Europejskich, i wypełnienia zawartych w nim zobowiązań[44]
- 22 stycznia 2002 – Memorandum Komisji o synergiach pomiędzy proponowaną dyrektywą o handlu emisjami COM(2001)581 a dyrektywą 96/61/WE IPPC dot. zintegrowanego zapobiegania zanieczyszczeniom i ich kontroli[45]
- 15 grudnia 2001 – W Konkluzjach Rady Europejskiej znajduje się zapis o honorowaniu Protokołu z Kioto, które jest interpretowane przez Komisję jako ratyfikacja międzynarodowego traktatu[46]
- 23 października 2001 – COM(2001)581 – Propozycja ramowej dyrektywy dla handlu emisjami gazów cieplarnianych we Wspólnocie Europejskiej[47]
- 17 września 2001 – Podsumowanie Jos Delbecke, Przewodniczącego Wydziału ds. Klimatu i Peter Vis z Wydziału Środowiska Komisji Europejskiej ze spotkania z przedstawicielami organizacji pozarządowych broniących klimat i federacji przemysłowych z 4 września 2001 w Brukseli[48]
- 24 marca 2001 – Konkluzje Rady UE ws. przyjęcia Deklaracji o Zmianach Klimatu[49]
- 25 października 2000 – Sprawozdanie Grupy Roboczej Komisji Europejskiej ws. tworzenie ram prawnych do unijnego handlu emisjami[50]
- 8 sierpnia 2000 – COM(2000)87 – Zielona Księga ws. handlu emisjami w Unii Europejskiej[51]
- 19 maja 1999 – COM(1999)230 – Komunikat Komisji – Przygotowania do implementacji Protokołu z Kioto[52]
- 3 czerwca 1998 – COM(1998)353 – Komunikat Komisji – Strategia Klimatyczna dla UE po Protokole z Kioto[53]
- 29 kwietnia 1998 – Komisja Europejska podpisała Protokół z Kioto[54]
- 11 grudnia 1997 – Konferencja Stron UNFCCC (COP 3) – Protokół z Kioto do Ramowej Konwencji ONZ ws. zmiany klimatu zostaje przyjęty przez aklamację[55]
- 24 września 1996 – Decyzja Rady 96/61/EC ws. prewencji i kontroli zanieczyszczeń i emisji[56]
- 15 grudnia 1993 – Decyzja Rady 94/69/EC dot. konkluzji o Ramowej Konwencji Narodów Zjednoczonych (ONZ) ws. zmian klimatu[57]
- 24 czerwca 1993 – Decyzja Rady 93/389/EWG dot. mechanizmu monitorowania emisji CO2 we Wspólnocie[58]
- 9 maja 1992 – Europejska Wspólnota Gospodarcza (EWG) podpisuje Ramową Konwencję ONZ ws. zmian klimatu (UNFCCC)[59] w Nowym Jorku[60]

## I etap ETS
W pierwszym etapie (2005-2007), EU ETS obejmował prawie 12 tys. instalacji, co stanowiło 40% emisji CO2 w UE. Obejmowało to wytwarzanie energii elektrycznej (instalacje o nominalnej mocy przekraczającej 20 MW, piece koksownicze) produkcja i przetwórstwo metali nieżelaznych, przemysł mineralny (klinkier, szkło i cegły ceramiczne) i przemysł papierniczy.

### Zweryfikowane emisje UE
Zweryfikowane emisje pokazują wzrost emisji CO2 w pierwszym etapie funkcjonowania systemu handlu UE. Dla Państw UE z których dane były dostarczone, emisje wzrosły między 2005 a 2007 o 1,9% (dane dla UE bez Rumunii i Bułgarii).
| Państwo         | Zweryfikowane emisje | Zweryfikowane emisje | Zweryfikowane emisje | Zmiana    |
| Państwo         | 2005                 | 2006                 | 2007                 | 2005–2007 |
| --------------- | -------------------- | -------------------- | -------------------- | --------- |
| Austria         | 33 372 826           | 32 382 804           | 31 751 165           | −4,9%     |
| Belgia          | 55 363 223           | 54 775 314           | 52 795 318           | −4,6%     |
| Cypr            | 5 078 877            | 5 259 273            | 5 396 164            | 6,2%      |
| Czechy          | 82 454 618           | 83 624 953           | 87 834 758           | 6,5%      |
| Niemcy          | 474 990 760          | 478 016 581          | 487 004 055          | 2,5%      |
| Dania           | 26 475 718           | 34 199 588           | 29 407 355           | 11,1%     |
| Estonia         | 12 621 817           | 12 109 278           | 15 329 931           | 21,5%     |
| Hiszpania       | 183 626 981          | 179 711 225          | 186 495 894          | 1,6%      |
| Finlandia       | 33 099 625           | 44 621 411           | 42 541 327           | 28,5%     |
| Francja         | 131 263 787          | 126 979 048          | 126 634 806          | −3,5%     |
| Grecja          | 71 267 736           | 69 965 145           | 72 717 006           | 2,0%      |
| Węgry           | 26 161 627           | 25 845 891           | 26 835 478           | 2,6%      |
| Irlandia        | 22 441 000           | 21 705 328           | 21 246 117           | −5,3%     |
| Włochy          | 225 989 357          | 227 439 408          | 226 368 773          | 0,2%      |
| Litwa           | 6 603 869            | 6 516 911            | 5 998 744            | −9,2%     |
| Luksemburg      | 2 603 349            | 2 712 972            | 2 567 231            | −1,4%     |
| Łotwa           | 2 854 481            | 2 940 680            | 2 849 203            | −0,2%     |
| Holandia        | 80 351 288           | 76 701 184           | 79 874 658           | −0,6%     |
| Polska          | 203 149 562          | 209 616 285          | 209 601 993          | 3,2%      |
| Portugalia      | 36 425 915           | 33 083 871           | 31 183 076           | −14,4%    |
| Szwecja         | 19 381 623           | 19 884 147           | 15 348 209           | −20,8%    |
| Słowenia        | 8 720 548            | 8 842 181            | 9 048 633            | 3,8%      |
| Słowacja        | 25 231 767           | 25 543 239           | 24 516 830           | −2,8%     |
| Wielka Brytania | 242 513 099          | 251 159 840          | 256 581 160          | 5,8%      |
| Suma            | 2 012 043 453        | 2 033 636 557        | 2 049 927 884        | 1,9%      |

- Emisje w tonach CO2
- Źródło: Komisja Europejska, komunikat prasowy z 23 maja 2008[62]

## II etap ETS
Druga faza (2008-12) rozszerzyła znacząco zakres systemu ETS. W 2007 roku, trzech członków spoza UE, tj. Norwegia, Islandia i Liechtenstein dołączyły do systemu. UE wprowadziła „dyrektywę linkowania” systemów obejmując uprawnienia ONZ, tj. CDM i JI. Choć była to teoretyczna możliwość w fazie I, ponad przydział zezwoleń w połączeniu z niezdolnością do banku je do użytku w drugiej fazie oznaczało, że nie została podjęta.

## III etap ETS
Dyrektywy 2009/29/WE przyjęta w ramach Pakietu Klimatycznego 12 grudnia 2008 przez kraje Unii Europejskiej, obowiązuje zakup uprawnień do emisji CO2 (EUA) na giełdzie przez wszystkie firmy przemysłu energochłonnego i wytwarzania energii elektrycznej.
Dyrektywa Pakietu Klimatycznego 2009/29/WE wprowadziła szereg zmian przez reformę strukturalną rynku CO2, w tym roczny współczynnik redukcyjny (linear reduction factor) na poziomie 1,74% – odpowiadając za 20% redukcji emisji CO2 w UE do roku 2020.
Zgodnie z reformą strukturalną ETS przyjętą 12 grudnia 2008 roku, 3 etap ETS zaczął obowiązywać od 1 stycznia 2013 roku. Zostania zakończony, według dyrektywy, z dniem 31 grudnia 2020 roku.

## IV etap ETS
Planowo IV etap ETS może się zacząć 1 stycznia 2021 i trwać do 31 grudnia 2028. Artykuł 13(1) Dyrektywy ETS wskazuje że od 1 stycznia 2013 każdy następny okres ETS, łącznie z III etapem, będzie trwał 8 lat. Nie jest jasne czy ETS przetrwa do 2020 przy zapaści rynku CER, wygaśnięcia Protokołu z Kioto w 2012 r. i niskich cenach uprawnień.
W dniu 22 stycznia 2014 r. Komisja Europejska zaproponowała dwie kolejne reformy strukturalne do dyrektywy ETS (2003/87/WE) z Pakietu Klimatycznego z 2008 r. Ambitne propozycje Komisji Europejskiej w obszarze globalnego ocieplenia będą uzgodnione w konkluzjach Rady w dniach 23–24 października 2014 przez szefów Państw Członkowskich UE na posiedzeniu Rady Europejskiej.
W wymaganym przez procedurę Traktatu o Funkcjonowaniu Unii Europejskiej, 23–24 października 2014 szefowie rządów Państw Członkowskich przyjmą lub odrzucą, na zasadzie jednomyślności (prawo weto każdego Państwa Członkowskiego), dwie propozycje zmian do obowiązującego Pakietu Klimatycznego z 2008, przedstawionych przez Komisję Europejską:
- podwyższenie współczynnika redukcji z 1,74% (odpowiadający za redukcje 20% CO2 w latach 2013–2020) na 2,2% odpowiadający za zmniejszenie emisji o 43% w latach 2021–2030 w sektorach ETS w stosunku do roku 2005[65].
- utworzenie MSR mechanizmu rezerwowego na rynku uprawnień emisjami, tzw. „set-aside”, wprowadzający instrument dla Komisji Europejskiej, która po roku 2021 będzie utrzymywała poziom cen na odpowiednie wysokim poziomie przez redukcję puli uprawnień w wysokości 12% rocznej puli, ale nie mniej jak 100 mln. EUA[66]

Komisja Europejska proponuje strukturalną zmianę funkcjonowania EU ETS przez ustanowienie nowego mechanizmu fiskalnego, który będzie podtrzymywał cenę uprawnień na odpowiednio wysokim poziomie w handlu przez rozporządzenia profilu aukcyjnego, proponowane po rocznych obliczeniach ilości uprawnień w obrocie przez Komitet ds. Zmian Klimatu (CCC) Komisji Europejskiej.
Podczas posiedzenia Rady Europejskiej 21 marca 2014, szefowie rządów Państw Członkowskich, Polskę reprezentował Premier Donald Tusk, zgodzili się na reformę strukturalną handlu emisjami (dyrektywę ETS), zastępując rynkowy handel uprawnieniami na centralnie zarządzany mechanizm sprzedaży MSR (Market Stability Reserve). Od roku 2021, Komisja Europejska zakłada że nowy mechanizm MSR ustanawiający cenę minimum na poziomie 30 euro za tonę CO2 zmotywuje wytwórców energii na zmianę produkcji prądu ze spalania węgla na spalanie gazu ziemnego, który emituje prawie połowę mniej CO2 niż węgiel kamienny i połowę mniej niż węgiel brunatny.